# Dwanaście przysłów
Dwanaście przysłów, Dwanaście flamandzkich przysłów (niderl. Twaalf spreekwoorden) – obraz olejny na desce niderlandzkiego malarza Pietera Bruegla, obecnie przechowywany w Museum Mayer van den Bergh w Antwerpii

## Opis obrazu
Pierwsze o tej tematyce dzieło Bruegla obrazujące dwanaście regionalnych przysłów. Obraz składa się z małych oddzielnych paneli złączonych w jedną całość. W owalnych okienkach na czerwonym tle przedstawione zostały postacie wykonujące jakieś czynności. Pod scenkami znajdują się krótkie sentencje-przysłowia. Rok później powstały Przysłowia niderlandzkie.
Według Davida Bianko, zaginiony obraz odnaleziono przypadkowo w XX wieku w gospodarstwie wiejskim, gdzie służył od dawna jako przykrywka beczki z kiszoną kapustą.

## Znaczenie paneli
(Panele liczone od góry, od prawej strony. Opisy na podstawie obrazu Przysłowia niderlandzkie)
1. Ciągłe picie, prowadzi do biedy, hańbi imię i prowadzi do ruiny
2. Wieszać płaszcz zgodnie z wiatrem (Być jak kurek na dachu, zmieniać zdanie jak rękawiczkę)
3. Nosić ogień w jednej ręce, a wodę w drugiej (Być dwulicowym, mieć dwie twarze)
4. Siąść w popiół pomiędzy dwa stołki (Stracić okazję z powodu braku zdecydowania)
5. Zasypać studnię, gdy cielę utonęło (Podjąć kroki po wypadku)
6. Rzucać perły (róże) przed wieprze (Poświęcić się czemuś, co jest niewarte poświęcenia)
7. Przyczepić kotu dzwonek (Jeśli planuje się coś, o czym wszyscy wiedzą, skończy się to fiaskiem)
8. Nie móc patrzeć na odbicie słońca w wodzie (Być zazdrosnym, czuć do kogoś zawiść)
9. Bić głową w mur (Próbować osiągnąć coś niemożliwego)
10. Łowić z siecią (Zmarnować okazję)
11. Zakładać mężowi niebieski płaszcz (Przyprawiać rogi)
12. Oddawać mocz w stronę księżyca (Porywać się z motyką na słońce)